# Falkenberg (Oberpfalz)

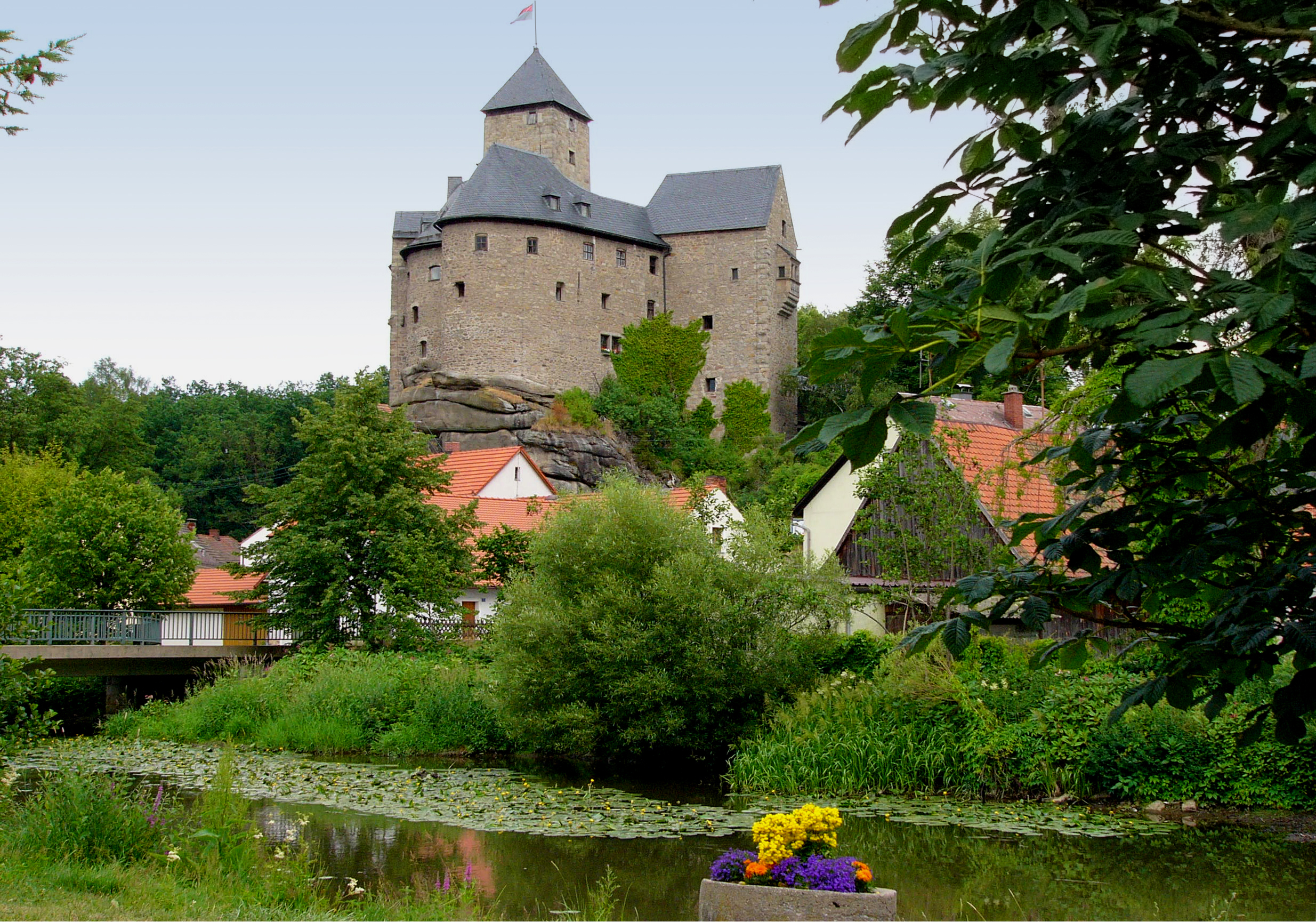
Ortsansicht von Falkenberg mit seiner Burg

Falkenberg ist ein Markt im Oberpfälzer Landkreis Tirschenreuth.

## Gemeindegliederung
Es gibt 11 Gemeindeteile (in Klammern ist der Siedlungstyp angegeben):
- Bodenreuth (Weiler)
- Falkenberg (Hauptort)
- Gumpen (Weiler)
- Hammermühle (Einöde)
- Hanfmühl (Einöde)
- Holzmühl (Weiler)
- Pirk (Dorf)
- Seidlersreuth (Dorf)
- Tannenlohe (Jugendherberge)
- Thann (Dorf)
- Troglauermühle (Weiler)

Es gibt die Gemarkungen Falkenberg, Gumpen (nur Gemarkungsteil 0), Hohenwald (nur Gemarkungsteil 0), Lengenfeld b.Tirschenreuth (nur Gemarkungsteil 0) und Schönficht (nur Gemarkungsteil 0).

## Geschichte

### Bis zur Gemeindegründung
Urkundlich zum ersten Mal erwähnt wurde Falkenberg im Jahr 1154 in Zusammenhang mit der Burg Falkenberg, als es als „Valcinberch“ bezeugt wurde. Etwa um das Jahr 1180 wurde der Ort als „Valkenberc“ bezeichnet, 1290 als „Falkenberch“ und 1409 schließlich in der heute gültigen Schreibweise des Ortsnamens. Im Jahr 1274 wurde Falkenberg durch Heirat der Tochter eines Grafen Besitz des Landgrafen von Leuchtenberg, bis das Kloster Waldsassen 1309 die Burg samt Umgebung aufkaufte (vgl. auch Stiftland). Mit ihm blieb es bis zur Säkularisation (1803) verbunden. 1648, kurz vor dem Ende des Dreißigjährigen Krieges belagerten schwedische Truppen die Stadt Tirschenreuth. In einer nächtlichen Aktion zerstörten sie deshalb den Damm des unteren Stadtteichs, woraufhin sich eine verheerende Flutwelle bildete, die sich die Waldnaab hinabwälzte und allein in Falkenberg kamen in dieser Nacht 27 Menschen ums Leben. Im gleichen Jahr wurde auch die Burg Falkenberg von den Schweden beschossen und erobert, die danach in der Burg lagernde schwedische Besatzung verließ erst 1649 den Ort.
Im Jahr 1818 entstand die politische Gemeinde.
Falkenberg besitzt seit 1467 Marktrechte.

### Eingemeindungen
Im Zuge der Gebietsreform in Bayern wurde am 1. Juli 1972 Thann, ein Teil der aufgelösten Gemeinde Lengenfeld bei Tirschenreuth, sowie Bodenreuth, Hanfmühl und Holzmühl aus der 1978 aufgelösten Gemeinde Schönficht eingegliedert. Am 1. Januar 1977 kam die Gemeinde Gumpen hinzu.

### Einwohnerentwicklung
Zwischen 1988 und 2018 stagnierte bzw. stieg die Einwohnerzahl von 940 auf 947 um 7 bzw. um 0,7 %.

## Politik
Die Gemeinde ist Mitglied der Verwaltungsgemeinschaft Wiesau.

### Gemeinderat
Nach der Gemeinderatswahl am 15. März 2020 verteilen sich die Sitze wie folgt:
- Christlich-Soziale Union in Bayern (CSU): 6 Sitze
- Unabhängige Bürgergemeinschaft Falkenberg (UBF): 2 Sitze

Zusätzlich gehört der Erste Bürgermeister dem Gemeinderat an.

### Bürgermeister
- Erster Bürgermeister: Matthias Grundler, CSU
- Zweiter Bürgermeister: Hubert Schedl, CSU

### Verwaltung
Der Markt Falkenberg bildet mit dem Markt Wiesau, dem Grund- und Hauptschulverband Wiesau und dem Schulverband Falkenberg die Verwaltungsgemeinschaft Wiesau.

### Wappen

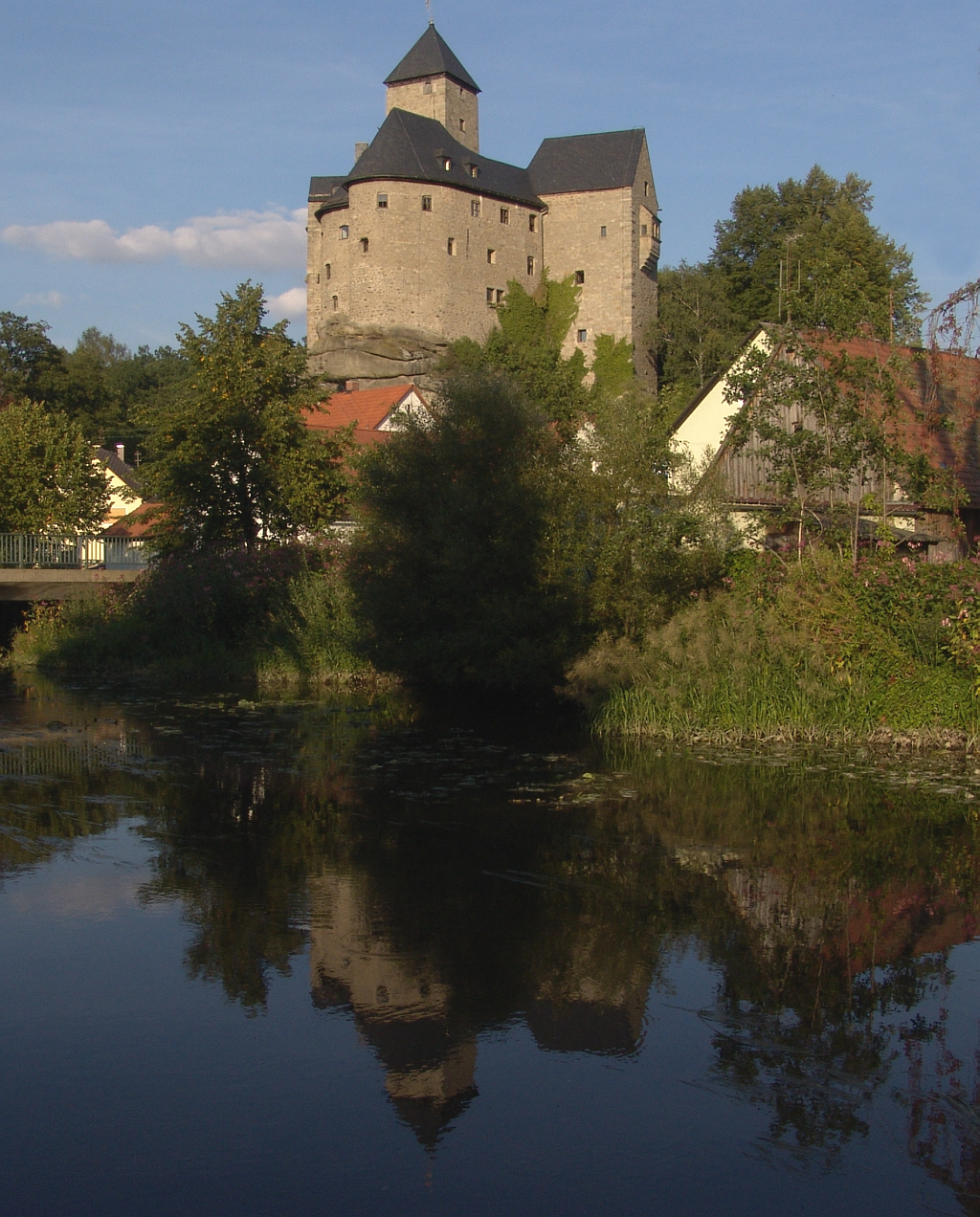
Burg Falkenberg

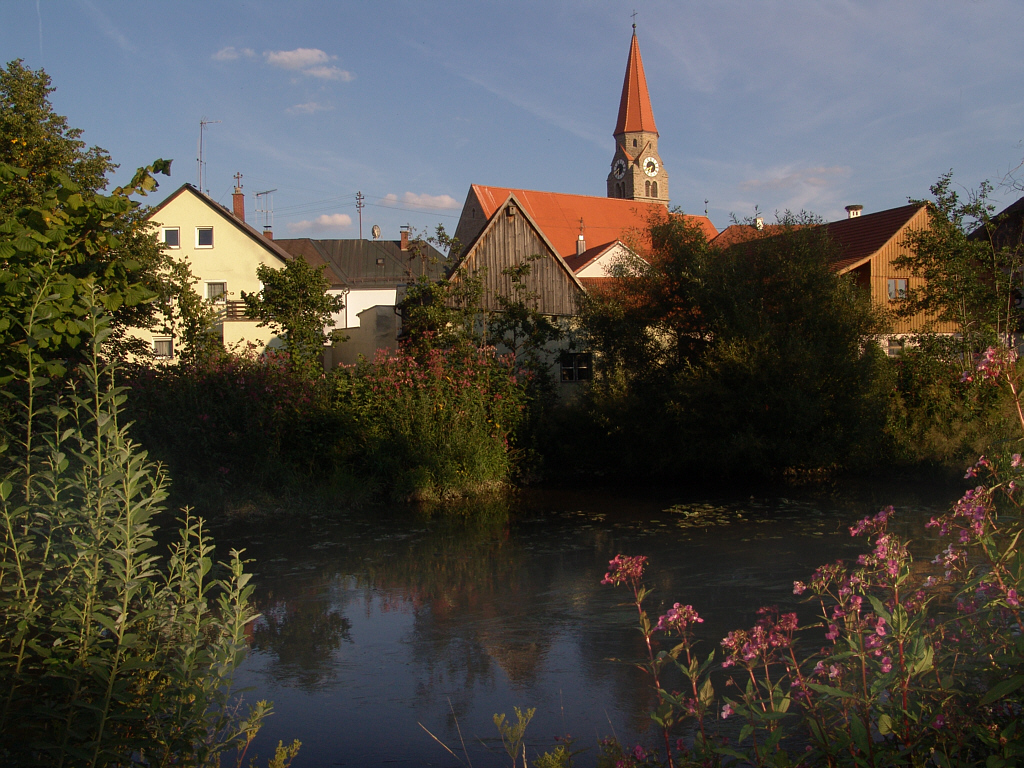
Blick auf die Pfarrkirche. Im Vordergrund die Waldnaab

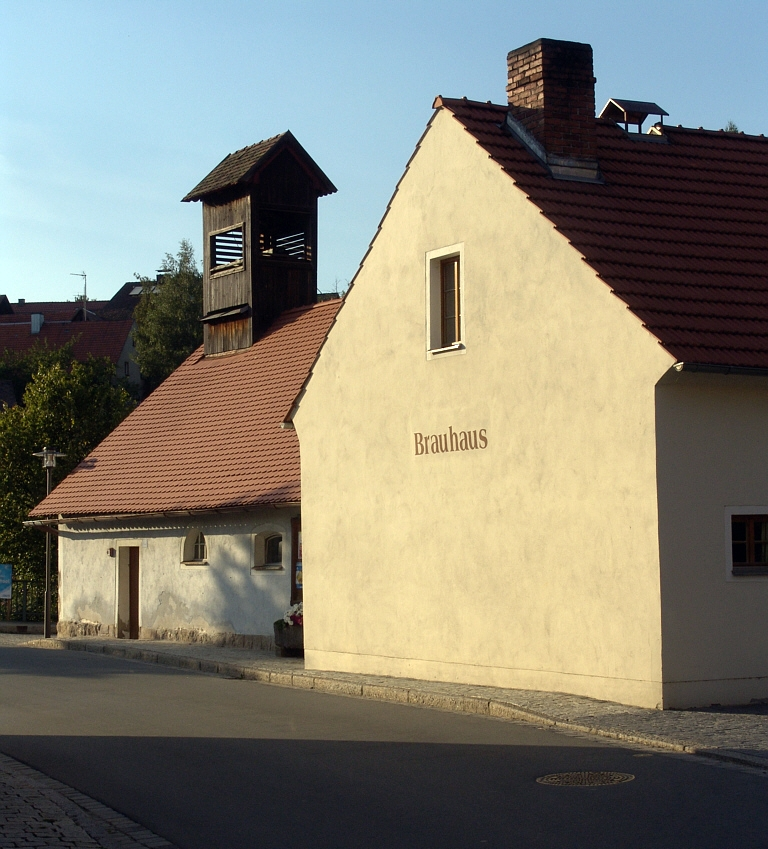
Kommunbrauhaus: Hier wird das Zoiglbier gebraut.

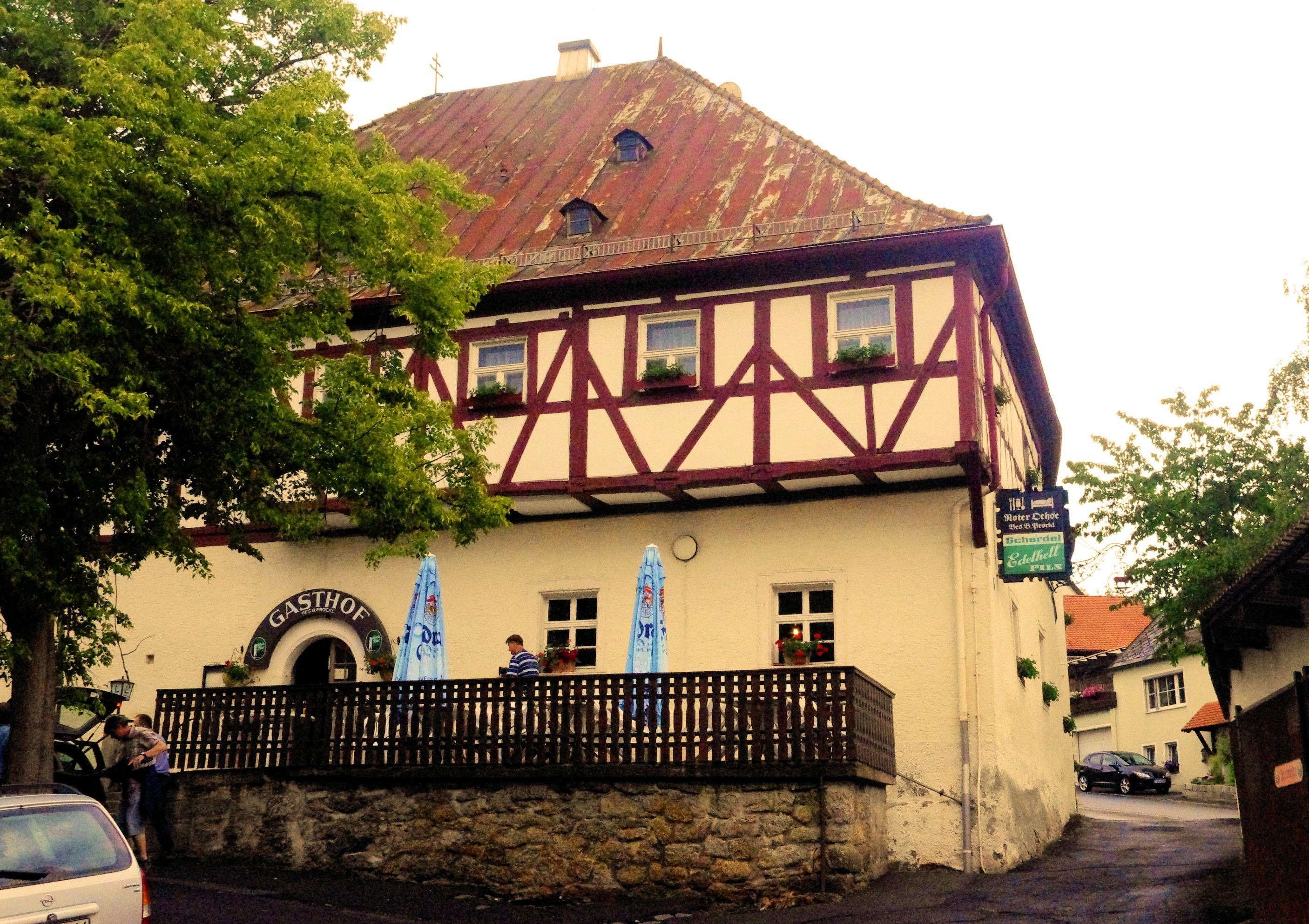
Der Traditionsgasthof "Roter Ochse" aus dem 16. Jahrhundert

| | Blasonierung: „Geteilt von Schwarz und Blau; oben in einem silbernen Pfahl ein gekürzter goldener Abtstab; unten drei silberne Felsen, auf deren mittlerem ein goldener Falke sitzt.“ |
| Wappenbegründung: Der Falke auf dem Felsen in der unteren Schildhälfte ist sprechendes Bild für den Ortsnamen Falkenberg. Dieses Motiv haben auch die Herren von Falkenberg, bis etwa 1252 Inhaber der Burg, im Schild geführt. Die Burg Falkenberg gelangte um 1300 in den Besitz des Zisterzienserklosters Waldsassen; daran erinnert der Abtstab im oberen Feld. In der Reformationszeit kam die Abtei unter kurpfälzische Verwaltung. Administrator Pfalzgraf Reichard verlieh dem Ort unter der Burg Falkenberg das Marktrecht und das noch heutige gültige Wappen. Das Wappen verlieh Stiftsadministrator Pfalzgraf Reichard dem Markt im Jahr 1567. | |

### Partnerschaften
Seit dem Sommer 2005 unterhält der Markt Falkenberg eine Partnerschaft zur ungarischen Gemeinde Nagyvázsony. Die Unterzeichnung der Partnerschaftsurkunde fand am 30. Juli 2005 in Falkenberg statt. Die Urkunde ist im September 2006 bei einem Besuch in Ungarn gegengezeichnet worden.

## Kultur und Sehenswürdigkeiten

### Bauwerke
- Burg Falkenberg aus dem 11. Jahrhundert
- Historischer Gasthof aus dem 12. Jahrhundert
- Großes Kriegerdenkmal am Kalvarienberg, erbaut 1934
- Kommunbrauhaus
- Pfarrkirche St. Pankratius

### Bodendenkmäler
- Burgstall Altneuhaus
- Burgstall Herrenstein
- Burgstall Schwarzenschwall

### Natur

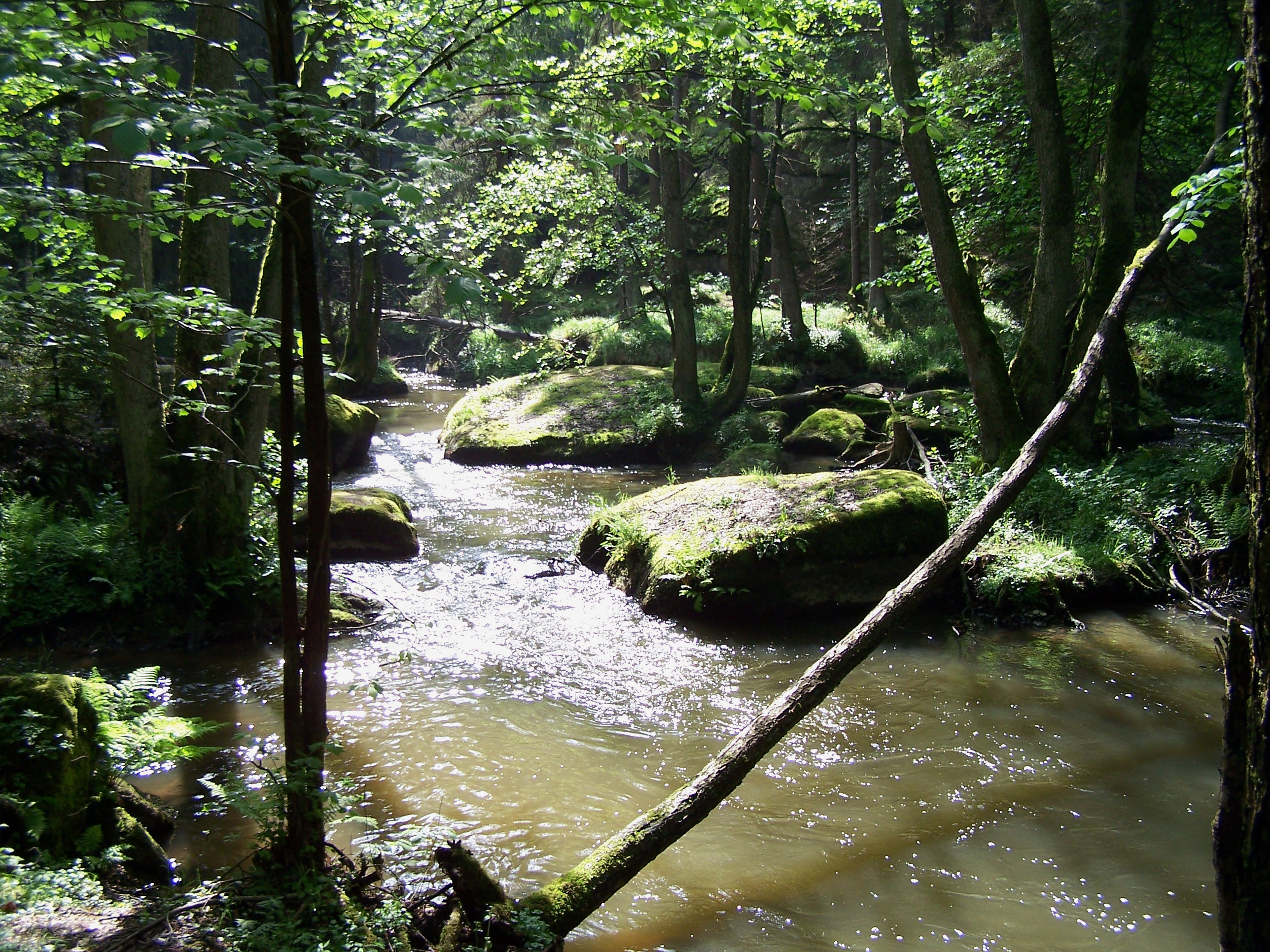
Naturschutzgebiet Waldnaabtal

Der Burgberg, auf dem die Burg erbaut wurde, gilt als Geotop.
In Falkenberg beginnt das Naturschutzgebiet Waldnaabtal, das südlich von Falkenberg einige eigenwillige Steinbildungen aus Granit aufweist (z. B. Kammerwagen, Biberstein, Butterfass und Gletschermühle).

### Kulinarische Spezialitäten
Weithin bekannte und geschätzte Bier-Spezialität in Falkenberg ist der Zoigl.

## Wirtschaft und Infrastruktur
Der größte Arbeitgeber im Ort ist das Softwareunternehmen IGZ Ingenieurgesellschaft für logistische Informationssysteme mbH.

### Verkehr
Der Hauptort liegt an der Bundesautobahn 93 (Anschlussstelle Falkenberg) und an der B 299.

### Öffentliche Einrichtungen
- Katholischer Kindergarten seit 1960
- Grundschule Falkenberg

### Jugendherberge Tannenlohe

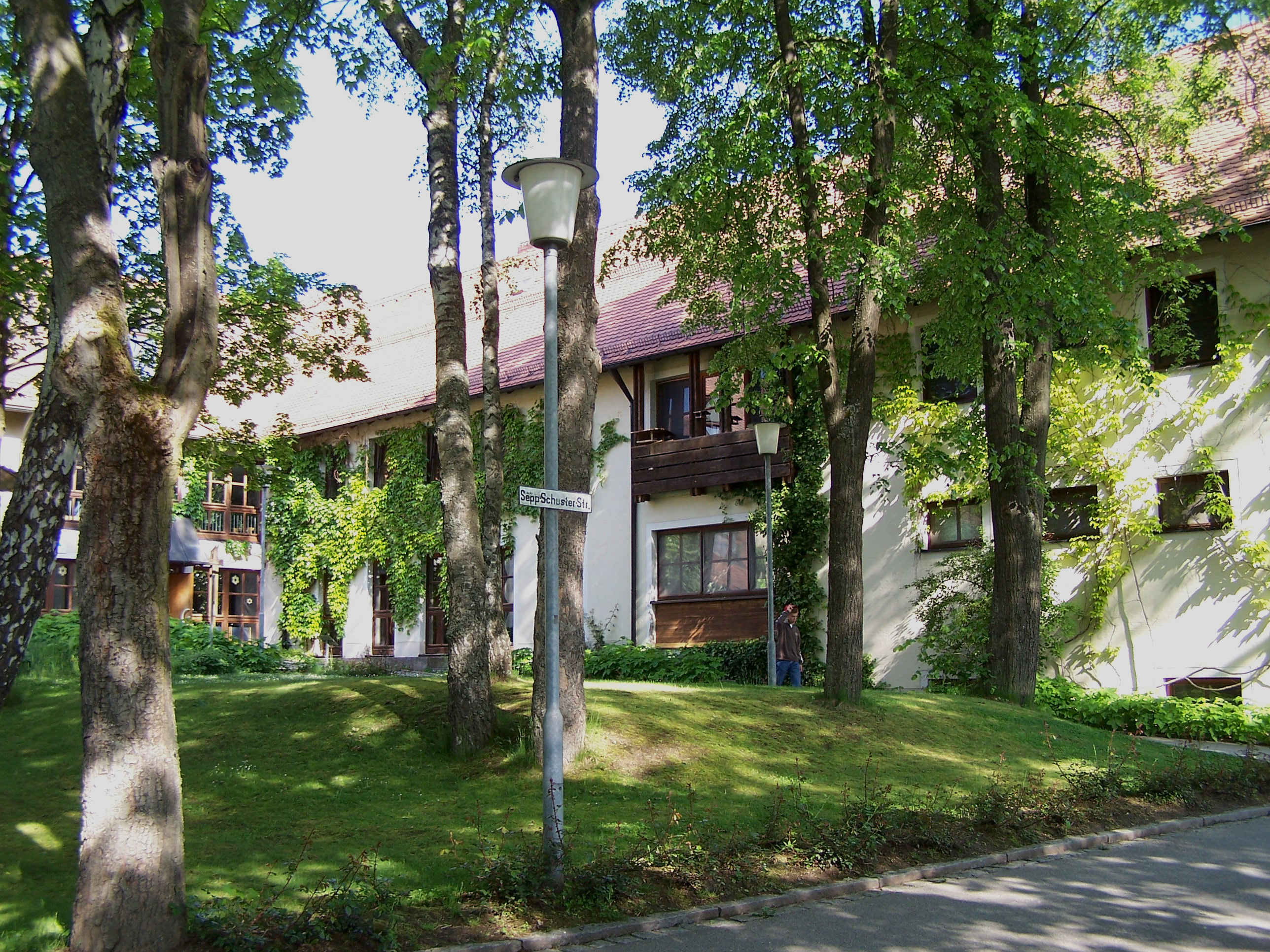
Jugendherberge Tannenlohe

Seit einer Gebietsänderung, die zum 1. Juni 2004 in Kraft ist, liegt der Weiler mit der Jugendherberge Tannenlohe auf Falkenberger Gemeindegebiet. Eigentümer der vom Deutschen Jugendherbergswerk betriebenen Jugendherberge ist der Landkreis Tirschenreuth. Die Jugendherberge lag vorher jedoch in der Gemarkung Bernstein der Stadt Windischeschenbach im Landkreis Neustadt a.d. Waldnaab. Infolge des Ausbaus der A 93 kam es zu unterschiedlichen Ansichten über die Erkennbarkeit der Gemeindegebietsgrenzen. Im Interesse einer eindeutigen Zuordnung entsprechend den kommunalen Gebietsgrenzen wurde schließlich per Verordnung der Regierung der Oberpfalz eine Gebietsumgliederung durchgeführt.

## Persönlichkeiten
Friedrich Werner von der Schulenburg kaufte 1936 die Ruine der Burg Falkenberg und baute sie zu seinem Ruhesitz aus. Er war deutscher Botschafter in Moskau und damit maßgeblich am Zustandekommen des deutsch-sowjetischen Nichtangriffspakts 1939 beteiligt. Später war er in das Attentat vom 20. Juli 1944 auf Adolf Hitler verwickelt und wurde infolgedessen am 10. November 1944 in Plötzensee hingerichtet. Bei einem Erfolg des Attentats wäre er als Außenminister in der neuen Regierung vorgesehen gewesen. Im Dezember 2008 kaufte der Markt Falkenberg die Burganlage.

## Söhne und Töchter des Ortes
- Albert Lang (* 1890; † 1973 in Bonn), Theologe an der Universität Bonn
- Joseph Bartholomäus Mayr (* 29. November 1801 Falkenberg; † 15. Mai 1886 München), Oberappellationsgerichtsrat in München[13]
- Jeff Beer (* April 1952 in Mitterteich), Komponist, Musiker und bildender Künstler
- Phela (Raphaela Beer; * 1989), Musikerin